# Time Bandits
Time Bandits è un gruppo musicale olandese conosciuto soprattutto negli anni ottanta per le canzoni I'm specialized in you e I'm only shooting love .

## Discografia

### Album
1982 : Time Bandits
- "I'm Specialized In You"
- "A man's heart"
- "Cues part 2"
- "Good timin'"
- "In town"
- "Live it up"
- "Lookin' out"
- "Power"
- "Rumours"
- "Sister paradise"

CBS records => CX 85543 (lp)
1983 : Tracks
- "I'm Only Shooting Love"
- "Ushi Girl"
- "Right Or Wrong"
- "Holiday Heartbreaker"
- "Listen To The Man With The Golden Voice"
- "Friends"
- "Only Lovers Will Survive"
- "Don't Let Your Love Go Bad"
- "How Does It Feel"

1985 : Fiction
- "America"
- "Back against the wall"
- "Dancing on a string"
- "Endless road"
- "I want to live"
- "I won't steal away"
- "I won't steal away" (special re-mix)(CD)
- "I'm only shooting love" (re-mix)
- "Only a fool"
- "Runaway"
- "Star" (CD)
- "You are every world"

CBS records => 25987
'Fiction' fu distribuito su CD nel 1985 dalla CBS GRAMMOFOONPLATEN B.V FRANCE. Si tratta di un'edizione molto rara.
1987 : Can't Wait For Another World
- "Can't wait for another world"
- "Earthlings"
- "Every heartbeat"
- "Pasadena dreamworld"
- "Sail"
- "True love"
- "We'll be dancing"
- "Wherever we go"
- "Wildfire"
- "You're not at home"

CBS records => 4508782

### Singles
- 1981: "Live it up"
- 1982: "Sister paradise"
- 1982: "I'm specialized in you"
- 1983: "Listen to the man with the golden voice"
- 1983: "I'm only shooting love"
- 1984: "Reach out"
- 1985: "Endless road"
- 1985: "Dancing on a string"
- 1986: "I won't steal away"
- 1986: "Only a fool"
- 1987: "We'll be dancing"
- 1987: "Wildfire"
- 1988: "Can't wait for another world"
- 1996: "Specialized in you"
- 2008: "Live It Up 2008" (con Johan Gielen)